# Mimela fusania
Mimela fusania är en skalbaggsart som beskrevs av Bates 1888. Mimela fusania ingår i släktet Mimela och familjen Rutelidae.

## Underarter
Arten delas in i följande underarter:
- M. f. plicicollis
- M. f. sculpticollis